# Arris
Arris là một thị trấn thuộc tỉnh Batna, Algérie. Dân số thời điểm năm 2002 là 24.607 người.